# Nicrophorus herscheli
Nicrophorus herscheli es una especie de escarabajo enterrador del género Nicrophorus, categorizada en la tribu Nicrophorini, de la subfamilia Nicrophorinae. Fue descrita por Sikes & Madge en 2006.

## Distribución
Se distribuye por Asia: Indonesia (Sumatra).